# 오사치촌
오사치촌(長地村)은 나가노현 스와군에 있던 촌이다. 현재의 오카야시, 시모스와정에 해당한다.

## 역사
- 1873년 10월 9일 - 오사치촌이 성립하였다.
- 1876년 8월 21일 - 나가노현에 소속되었다.
- 1889년 4월 1일 - 정촌제 시행에 의해 오사치촌이 단독으로 자치체를 형성하였다.
- 1957년 3월 25일 - 오카야시에 편입해, 동일 오사치촌은 폐지되었다.
- 1958년 7월 1일 - 구 촌의 일부는 시모스와정에 편입되었다.

## 교통

### 철도
현재는 구 촌역에 일본국유철도 주오 본선이 통과하지만, 당시엔 미개통

### 도로
- 국도 제20호선

## 참고문헌
- 角川日本地名大辞典 20 長野県